# Автомобильная промышленность Испании
В 2015 году Испания произвела 2,7 миллиона автомобилей, что сделало её 8-й по величине страной-производителем автомобилей в мире и 2-м по величине производителем автомобилей в Европе после Германии. По прогнозу на 2016 год было произведено в общей сложности 2,8 миллиона автомобилей, из которых около 80 % будет идти на экспорт. В первой половине 2016 года, при объёме экспорта за этот период более 24 миллиардов евро, на долю автомобильной промышленности приходилось 18,9 % от общего объёма экспорта Испании.

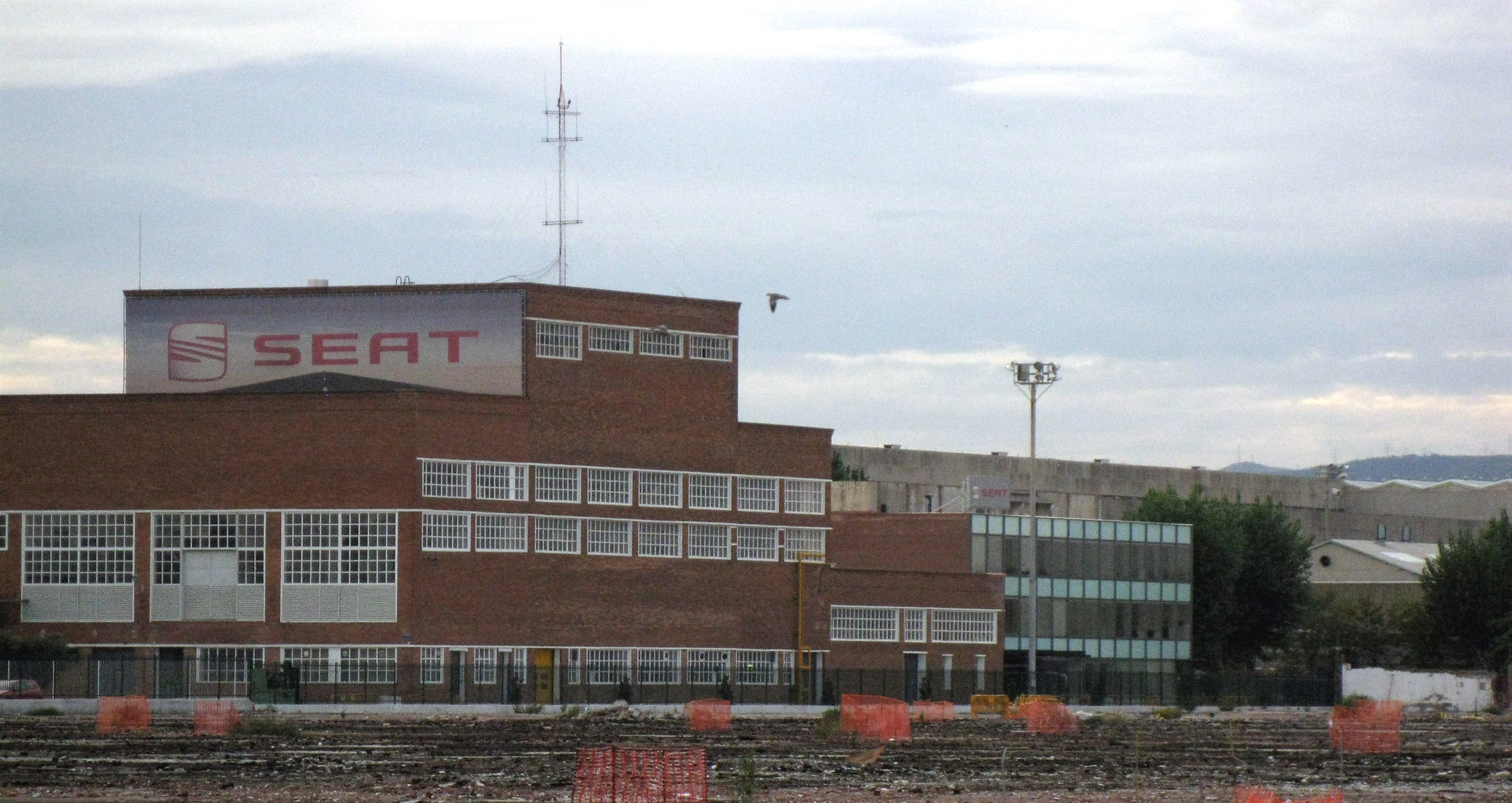
Историческое помещение SEAT в Зона Франка (Барселона), построенное в 1950-х годах

В 2016 году автомобильная промышленность производила 8,7 % валового внутреннего продукта Испании, в обрабатывающей промышленности было занято около 9 % работников.
Всего в Испании расположено 13 автозаводов, которые поддерживаются процветающей местной промышленностью автокомпонентов, включая быстрорастущие испанские транснациональные корпорации, такие как Gestamp Automocion и Grupo Antolin. Ежегодно в Испании производится более двух миллионов автомобильных двигателей. Основными производителями, созданными в стране, являются Mercedes-Benz Group (производственный завод в Витории), Ford (завод, расположенный в Альмусафесе, является крупнейшим заводом Ford в Европе), Stellantis (в Вильяверде в Мадриде, Фигуэласе и Виго), Renault (с заводами в Паленсии и Вальядолиде, а также завод по производству трансмиссий в Севилье), SEAT (Марторель), Volkswagen (Памплона).

## История

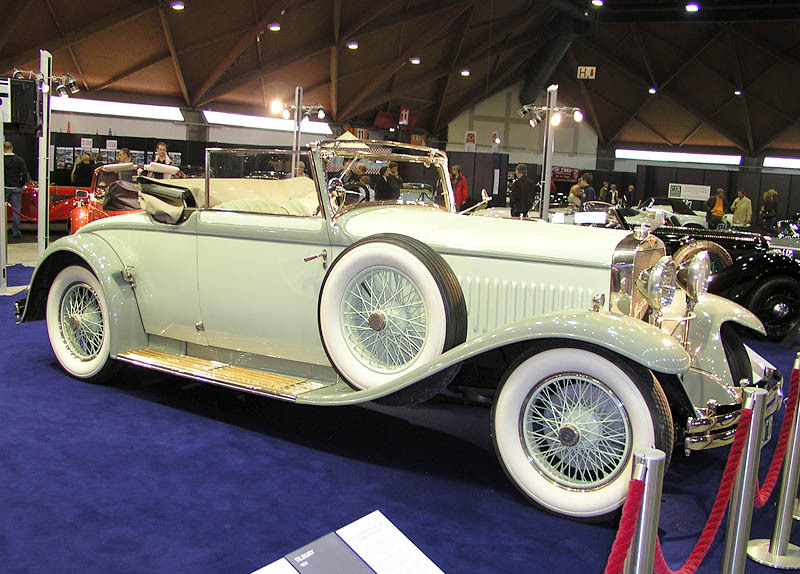
1929 Hispano-Suiza T49

Среди первых испанских производителей были известный производитель роскошных автомобилей Hispano-Suiza, первоначально основанный как La Cuadra в 1898 году, а также более мелкие компании, такие как Elizalde и Ricart. Иностранные производители начали создавать местные сборочные предприятия, снабжающие импортными деталями, в 1920-х годах: Ford Motor Ibérica открыла свои помещения в Кадисе в 1920 году, а General Motors Peninsular в Малаге в 1927 году. К 1936 году отрасль достигла значительных объёмов производства и находилась в стадии развития (постоянный рост и модернизация).
Разрушительная гражданская война в Испании (1936—1939) прервала это развитие, а последовавшее за этим десятилетие экономической изоляции сделало его возобновление очень трудным. В середине 1940-х годов начали возникать ряд отечественных компаний во главе с Enasa, государственным конгломератом, построенным на остатках Hispano-Suiza, с такими брендами, как Pegaso или Sava. Ситуация в испанской автомобильной промышленности начала меняться в 1960-х годах, когда была начата промышленная политика с мерами, которые способствовали испанскому экономическому чуду.

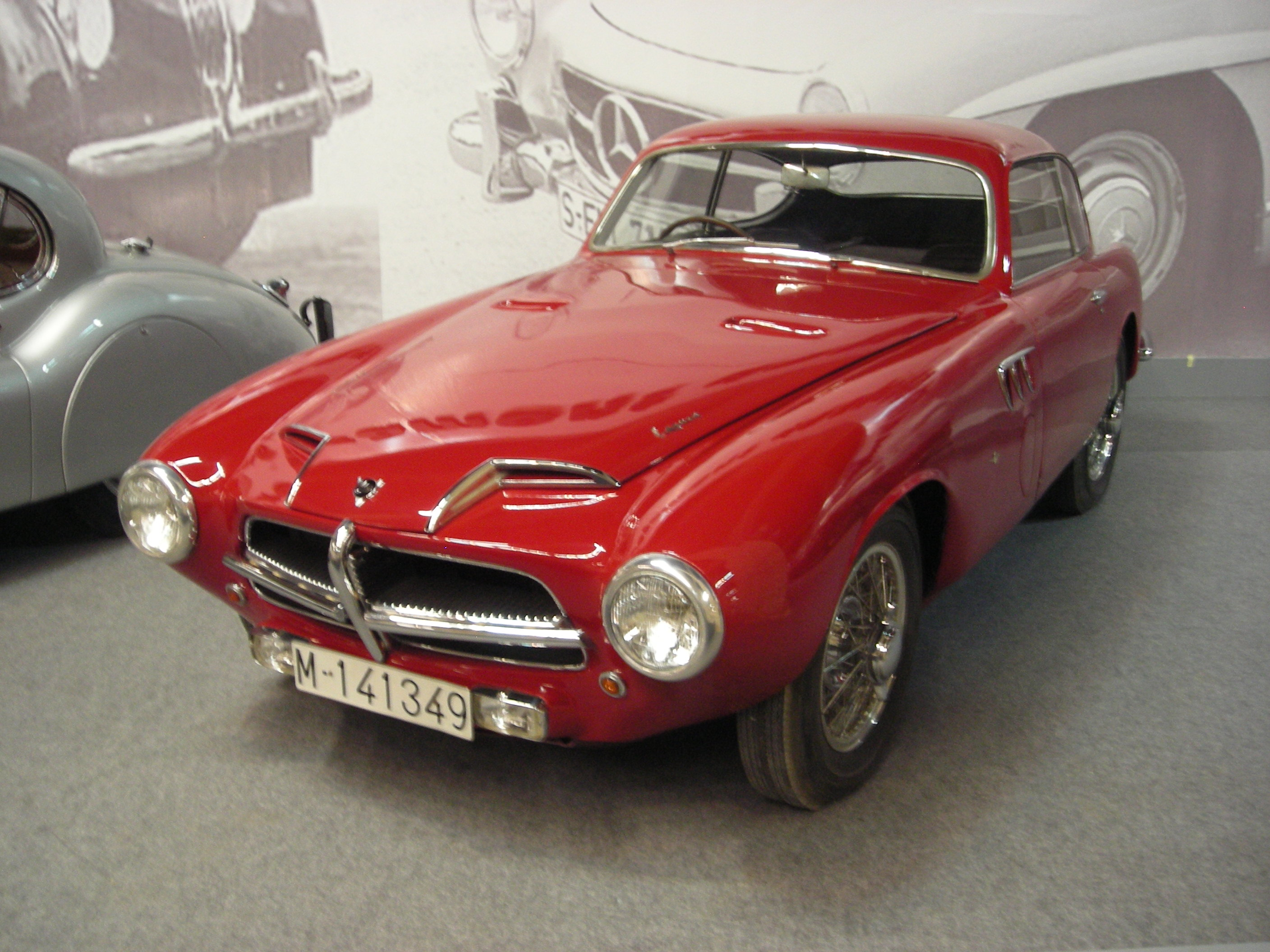
1955 Pegaso Z-102 Touring

В период с 1958 по 1972 год совокупный годовой темп роста сектора составлял 21,7 %; в 1946 году в Испании было 72 000 частных автомобилей, а в 1966 году — 1 миллион. Таким темпам роста не было равных в мире. Иконой того времени стал автомобиль SEAT 600, выпускаемый испанской компанией SEAT. В период с 1957 по 1973 год их было выпущено более 794 000 штук, и если в начале этого периода это был первый автомобиль для многих испанских рабочих семей, то в его конце он стал первым вторым автомобилем для многих других.
Позже, в 1980-х годах, флагман испанского автомобилестроения SEAT был продан группе Volkswagen, но к тому времени производственный кластер уже был консолидирован, и другие международные производители уже производили продукцию в Испании.
В 2018 году компанией SEAT был создан бренд Cupra который впоследствии становится основным брендом компании.

## Производители

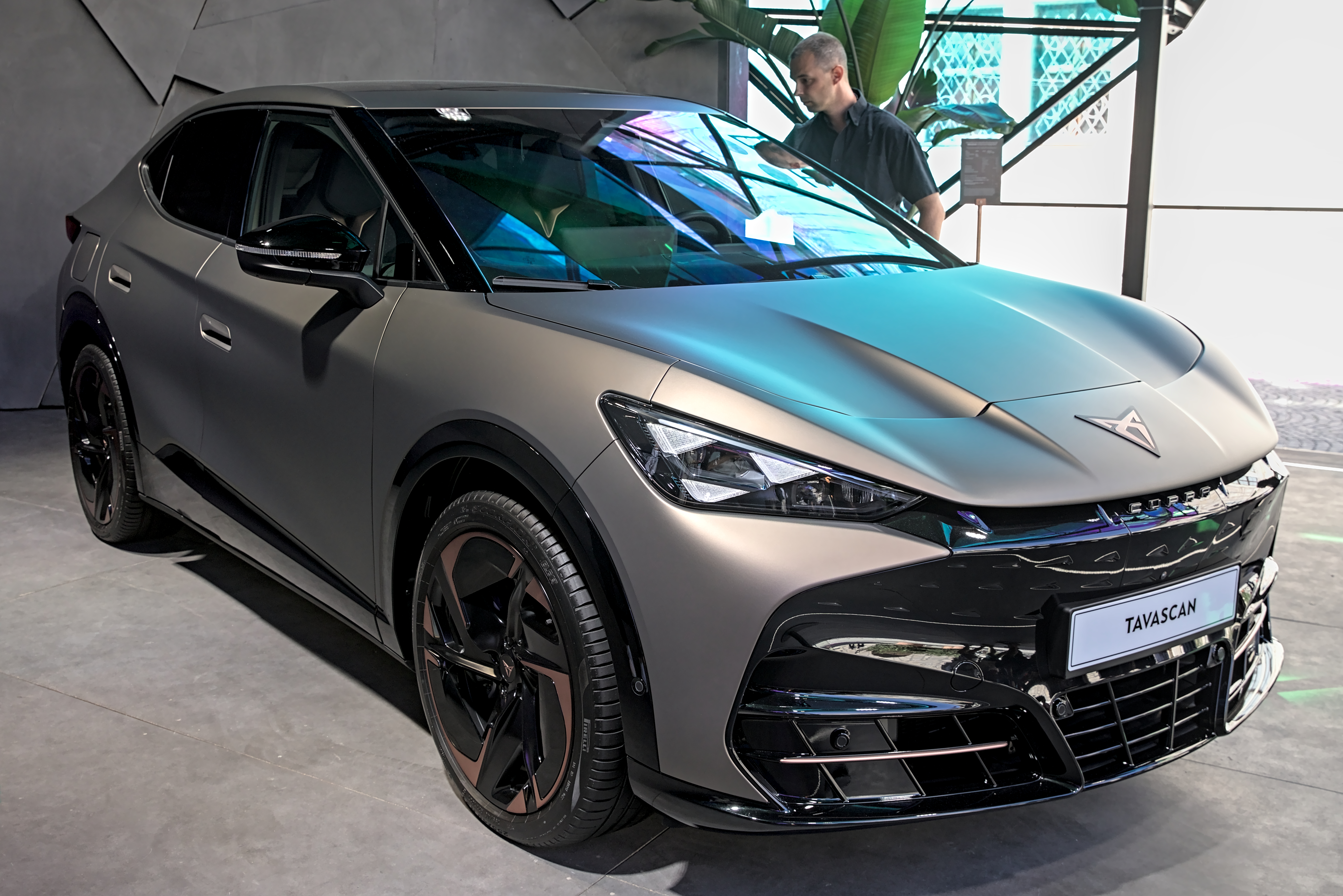
Cupra Tavascan

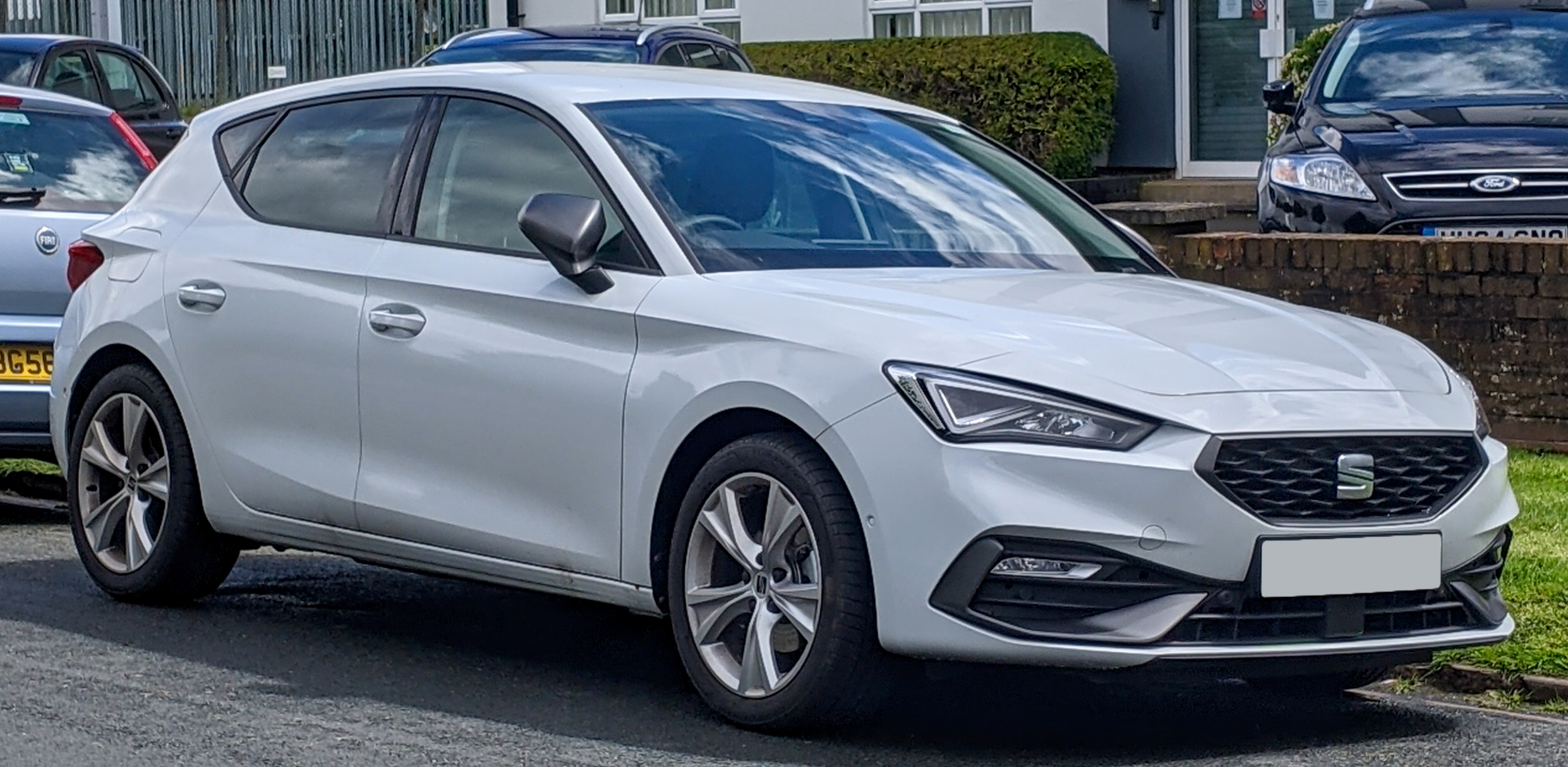
SEAT Leon

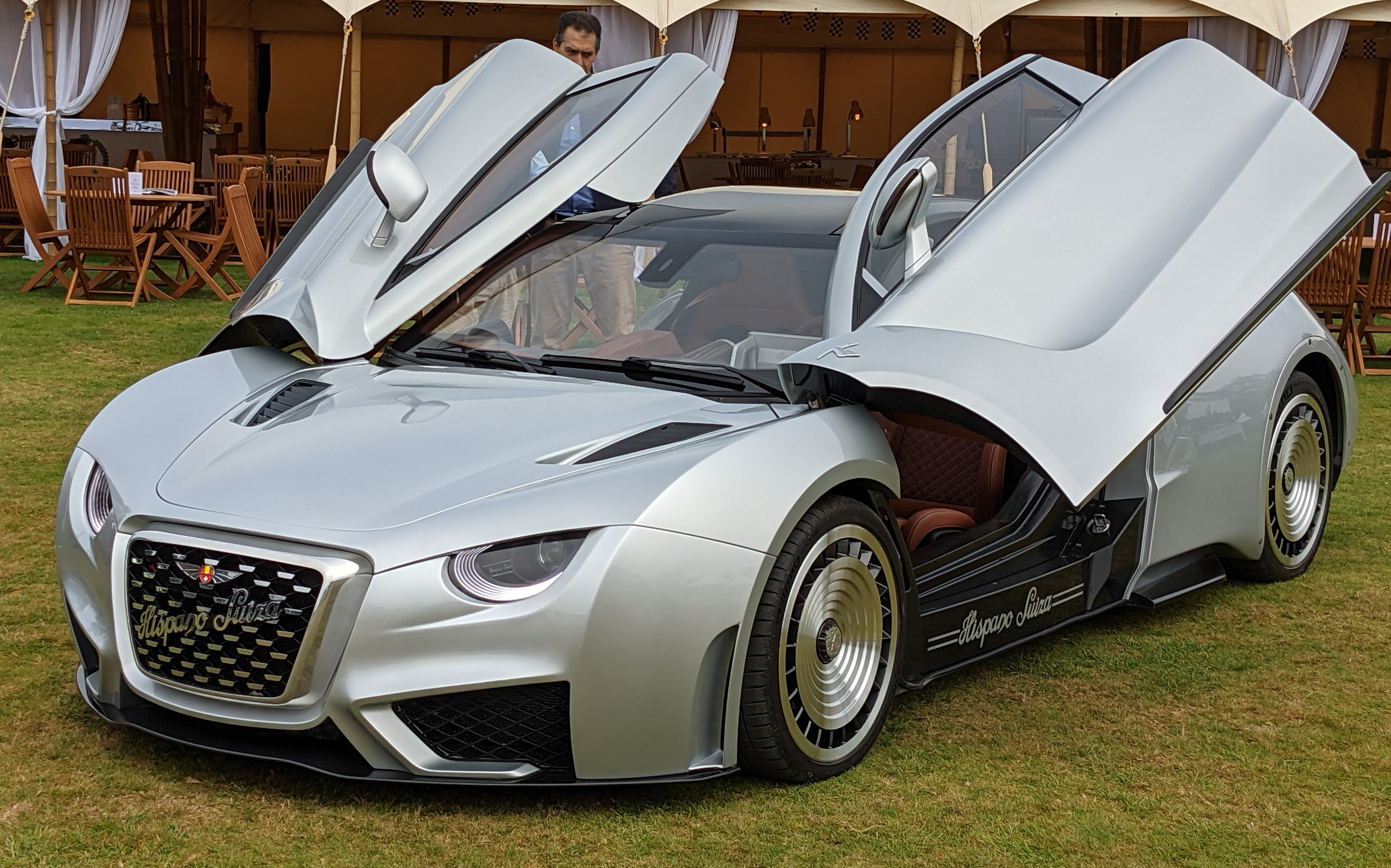
Hispano-Suiza Carmen

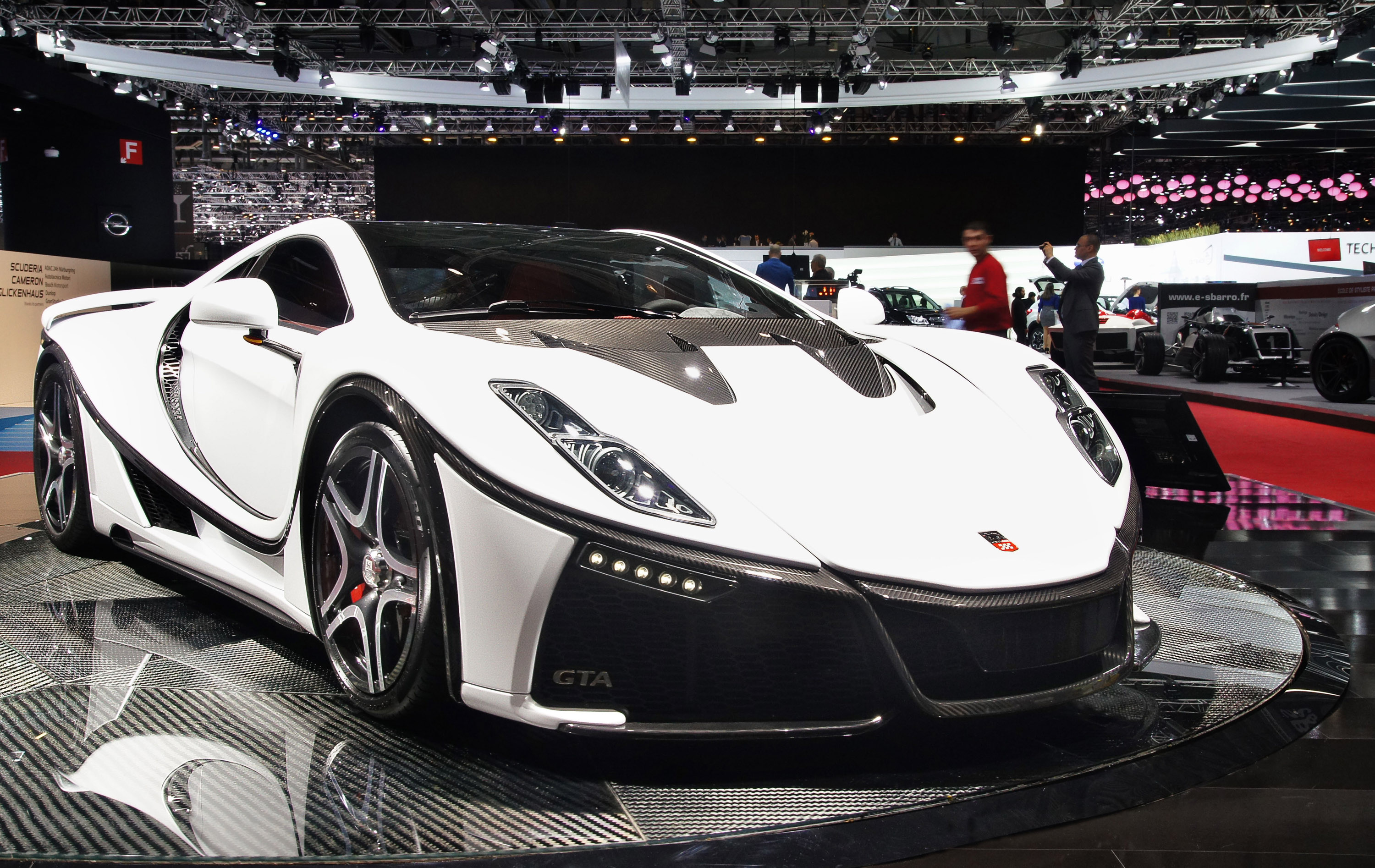
Spania GTA Spano

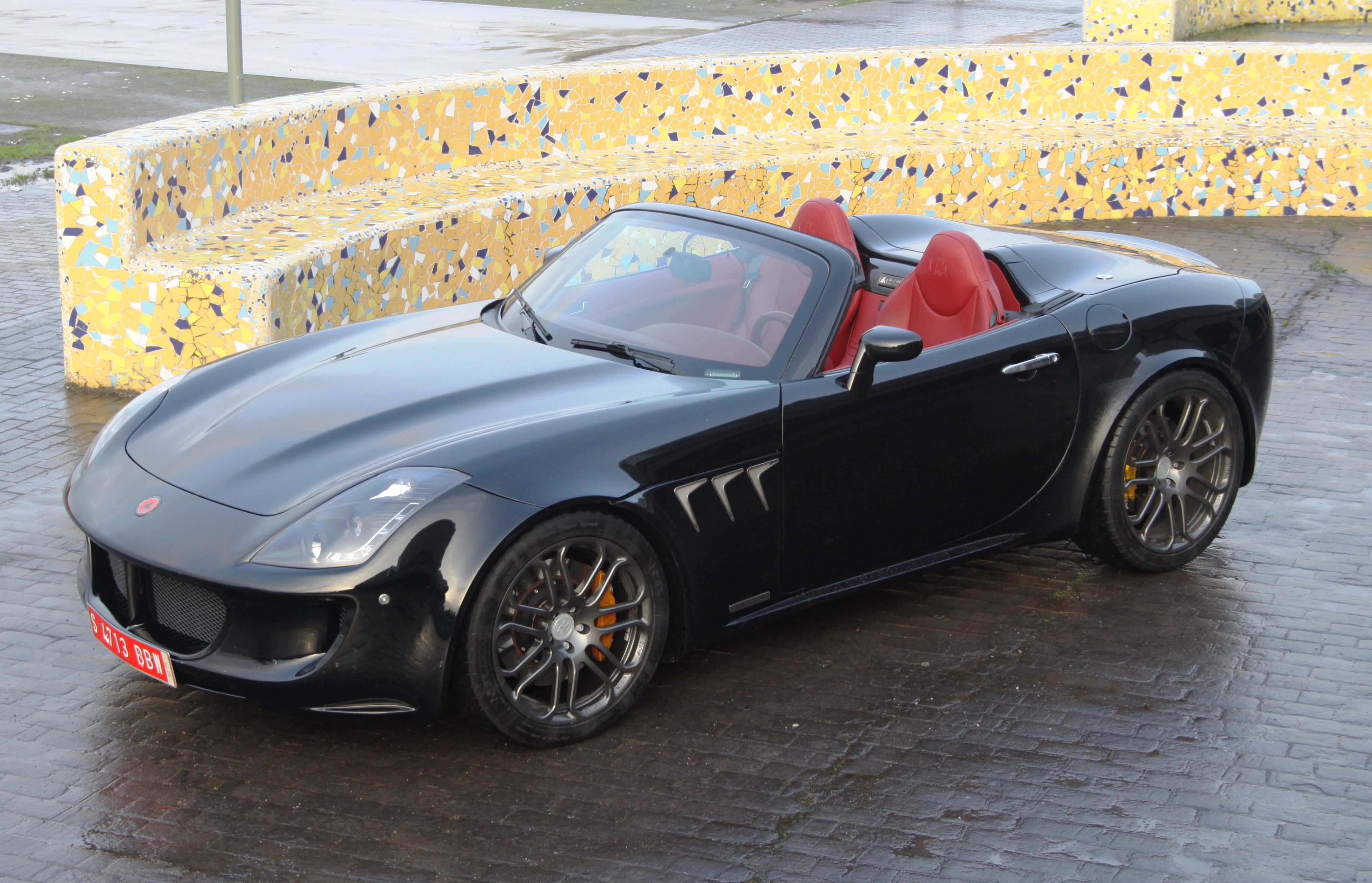
Tauro Sport Auto V8 Spider

- Hispano-Suiza
- Hurtan
- IFR Aspid
- SEAT
  - Cupra
- Spania GTA
- Tauro Sport Auto
- Tramontana

### Исторические
- ENASA
- Pegaso
- Santana Motor
- Kapi